# Zbór Kościoła Adwentystów Dnia Siódmego w Bielsku Podlaskim
Zbór Kościoła Adwentystów Dnia Siódmego w Bielsku Podlaskim – zbór adwentystyczny w Bielsku Podlaskim, należący do okręgu podlaskiego diecezji wschodniej Kościoła Adwentystów Dnia Siódmego w RP.
Pastorem zboru jest kazn. sen. Mariusz Zaborowski. Nabożeństwa odbywają każdej soboty o godz. 9.30.